# Annina Euling
Annina Euling (* 10. Februar 1991) ist eine deutsch-schweizerische Schauspielerin.

## Leben
Annina Euling wurde als Tochter der Schauspielerin und Regisseurin Barbara Grimm geboren. Mit fünf Jahren trat sie bereits am Theater Freiburg in der Oper Madama Butterfly von Giacomo Puccini auf. Später war sie in den Jugendensembles des Freiburger Theaters und des Theaters Solothurn tätig. Ab 2010 erhielt Annina Euling privaten Schauspielunterricht, bevor sie von 2013 bis 2018 an der Zürcher Hochschule der Künste studierte und als Master of Arts in Theater mit Vertiefung Schauspiel abschloss. Nach Abschluss ihrer Ausbildung war sie zunächst von 2018 bis 2021 Mitglied des Ensembles am Theater Bonn. Seitdem ist sie als freischaffende Schauspielerin tätig. So sind unter anderem Aufführungen im Jahr 2022 am Theater der Keller in Köln und in der Spielzeit 2023 bis 2024 eine Mitwirkung in Tennessee Williams Mister Paradise am Freien Werkstatt Theater (ebenfalls in Köln) zu verzeichnen.
Annina Euling spielte 2006 ihre erste Fernsehrolle in einer Produktion des SRF Schönes Wochenende von Petra Volpe. Es folgten unter anderem 2008 der Spielfilm Happy New Year von Christoph Schaub mit Nils Althaus, Bruno Cathomas und Jörg Schneider und 2014 Über-Ich und Du von Benjamin Heisenberg mit Georg Friedrich und André Wilms. In dem Fernsehfilm Winternebel aus der Fernsehreihe Tatort war sie im Jahr 2014 als Anna Wieler zu sehen.

## Filmografie (Auswahl)
- 2006: Schönes Wochenende (Fernsehfilm)
- 2006: Cannabis – Probieren geht über Regieren
- 2008: Happy New Year
- 2011: Mary & Johnny
- 2012: Schneegrenze (Kurzfilm)
- 2012: Fünfsechstel (Kurzfilm)
- 2013: Familie Undercover (Fernsehserie) – 7 Folgen als Aletta Schmitz
- 2013: Der Bestatter – Stachel im Fleisch (Fernsehserie)
- 2013: Hylas und die Nymphen (Kurzfilm)
- 2014: Über-Ich und Du
- 2014: Wir Vier
- 2014: Tatort – Winternebel (Fernsehreihe)
- 2014: Herzensbrecher – Vater von vier Söhnen (Fernsehserie) – 2 Folgen
- 2014: Mord am Höllengrund
- 2018: Generalstreik 1918 (Fernsehfilm)
- 2018: Der Läufer (Regie: Hannes Baumgartner)
- 2018: Weglaufen geht nicht (Fernsehfilm)
- 2020: Think Big! (Fernsehserie)
- 2022: Wilder (Fernsehserie, Staffel 4)
- 2022: SOKO Köln – Die Perle (Fernsehserie)
- 2022: In aller Freundschaft – Die jungen Ärzte – Gefühlsmenschen (Fernsehserie)
- 2025: In aller Freundschaft – Die jungen Ärzte – Wagnis (Fernsehserie)

## Auszeichnungen
- 2019: Solothurner Filmtage, Prix Swissperform, Jurypreis für ihre Rolle in Weglaufen geht nicht[8][9]